# Biloxi (popolo)

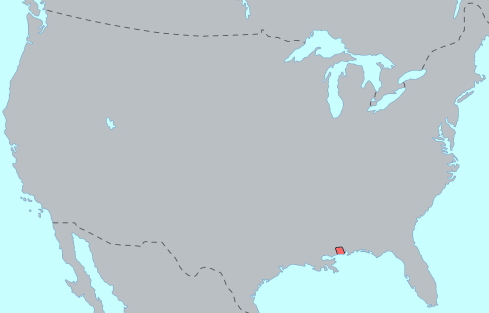
territori Biloxi

I Biloxi sono dei Nativi americani appartenenti al ceppo linguistico delle Lingue siouan. Al primo incontro con gli Europei nel 1699, la tribù abitava tra il Golfo del Messico e l'attuale città di Biloxi, in Mississippi. Vennero successivamente spinti a ovest, verso la Louisiana e il Texas e la loro lingua si estinse negli anni trenta, quando morì l'ultima madre lingua, Emma Jackson.
I Biloxi rimanenti si unirono ai Tunica, vennero riconosciuti federalmente nel 1981 e vivono tutt'oggi in una riserva vicina a Avoyelles Parish in Louisiana.

## Storia
Si sa poco dei nativi prima dell'arrivo degli europei e le poche fonti derivano dalla tradizione orale e scavi archeologici.
Incontrarono l'esploratore canadese Pierre LeMoyne d'Iberville durante il suo tentativo di fondare una colonia francese in Louisiana. Al suo arrivo, la prima numerosa nazione nativa era già stata devastata dal Vaiolo portato dagli europei e costretta ad abbandonare i vecchi insediamenti.
Erano una civiltà agricola, dove le donne coltivavano mais, legumi e zucche mentre gli uomini cacciavano cervi e bisonti.
In cima alla gerarchia sociale stava lo Yaaxitąąyą, il "Grande santo", il nobile più importante. La sua corte era composta da nobili minori, gli ixi. Nel dialetto Biloxi, il termine yaaxi significa sia "capo" che "sciamano" e infatti la classe politica corrispondeva a quella sacerdotale.
Nei funerali dei nobili, il corpo del deceduto veniva affumicato e riposto all'ingresso di un tempio, dove i guardiani avrebbero offerto cibo ai visitatori.